# Saint-Bonnet-en-Bresse
Saint-Bonnet-en-Bresse település Franciaországban, Saône-et-Loire megyében. Lakosainak száma 489 fő (2022. január 1.). Saint-Bonnet-en-Bresse Charette-Varennes, Dampierre-en-Bresse, La Chapelle-Saint-Sauveur, Frontenard, Pierre-de-Bresse, La Racineuse, Saint-Didier-en-Bresse és Toutenant községekkel határos.

## Népesség
A település népessége az elmúlt években az alábbi módon változott:
| Lakosok száma | 475  | 472  | 489  | 483  | 488  | 488  | 487  | 483  | 489  |
|               | 2013 | 2015 | 2016 | 2017 | 2018 | 2019 | 2020 | 2021 | 2022 |